# Шутово (Ілецький район)
Шу́тово (рос. Шутово) — село у складі Ілецького району Оренбурзької області, Росія.

## Населення
Населення — 197 осіб (2010; 219 у 2002).
Національний склад (станом на 2002 рік):
- росіяни — 84 %